# نديم صوالحة
نديم صوالحة (بالإنجليزية: Nadim Sawalha)‏ وهو ممثل بريطاني من اصل أردني ولد في 7 أو 9 سبتمبر 1935 ، اشتهر في الأفلام والمسلسلات البريطانية، وهو والد الممثلتين جوليا وناديا صوالحة.

## حياته المهنية

### أدواره في

#### 1. المسلسلات
- أمول في الناجون.
- الرجل العربي في المعرفة.
- الدكتور شعبان حمادة في مجال الخطر.
- القاضي صادق في ألف ليلة وليلة.
- لعب دورا في مسلسل المحترفون.
- شارك بدور في مسلسل آخر الفرسان.
- الملك حسين في مسلسل «بيت صدام».

#### 2. الأفلام
- مفوّض وازان في الريح والأسد، (سنة 1975).
- دليل المتحف في عودة الفهد الوردي، (سنة 1975).
- حسن في السندباد وعين النمر، (سنة 1977).
- عزيز فيكش في الجاسوس الذي أحبني، (سنة 1977).
- مالك المقهى المصري في شيرلوك هولمز الشاب، (سنة 1985).
- رئيس شرطة طنجة في ضوء النهار الواضح، (سنة 1987).
- مدير الفندق الليلي في لمسة أناقة، (سنة 1973).
- الأمير حمد السباعي في سريانا، (سنة 2005).
- الكابتن رائد في فيلم كابتن أبو رائد، (سنة 2008)
- رانديفو، (سنة 2016)

## روابط خارجية
- نديم صوالحة على موقع IMDb (الإنجليزية)
- نديم صوالحة على موقع قاعدة بيانات الأفلام العربية
- نديم صوالحة على موقع ألو سيني (الفرنسية)
- نديم صوالحة على موقع أول موفي (الإنجليزية)
- نديم صوالحة على موقع قاعدة بيانات الأفلام السويدية (السويدية)
- نديم صوالحة على موقع قاعدة بيانات الفيلم (الإنجليزية)
- نديم صوالحة على موقع كينوبويسك (الروسية)